# 米沢市立病院
米沢市立病院（よねざわしりつびょういん）は、山形県米沢市にある医療機関。病院の理念は、「地域医療への貢献、安心できる医療、良質で公正な医療」。
2023年（令和5年）11月1日、同一敷地内に米沢市立病院（病床数263床）と民間の三友堂病院（病床数199床）が同時に開院し、同一敷地内に公立と民間の病院が建ち並んで医療の分担を行う全国初の事例となった。

## 概要
1937年10月に設立の認可を得て翌年6月開院する。1958年4月に山形県厚生連（同年3月解散を決議）が経営していた置賜総合病院を買収し、米沢市立総合病院として発足した。同病院は老朽化が進んでいたことから相生町に新病院を建設することとなり、1965年5月に新病院が竣工、翌月の開院にあわせ米沢市立病院に改称した。
1985年2月、総事業費約62億1千万円を投じた中央診療棟本館の新築および旧館棟の全面改修工事が竣工した。
2012年11月、米沢市立病院は「市立病院の在り方に関する検討委員会」を設置し、施設の老朽化が目立ってきた病院の建て替えの検討に入り、現在地での建て替えか市南部や東部への新築移転の可能性を探ってきた。そのような中、2015年に入り米沢駅周辺の住民から駅前商店街活性化のため市立病院を誘致する動きが生まれ、住民が候補地である駅前の一角を所有する会社に病院の移転を打診したところ、市民の役に立てるならとの前向きな回答があり、市立病院も駅前移転に向け準備に入った。
しかし、山形大学医学部精神科医局から医師3人の派遣を受け診察を行っていた市立病院精神科が、医師2人の退職によって、代わりの要員が見つからないため、2016年3月末で休止することになった。これまでの累積欠損金が88億円に達している市立病院にとって、精神科休止による診療報酬など約6億円の減収は大きな負担となるため、市立病院の駅前新築移転計画は白紙となった。
その後、米沢市から日本精神科病院協会山形県支部に対し市立病院精神科の再編に関し協力が要請され、2016年4月、南陽市に本拠に置き県内で精神科病院などを運営する社会医療法人公徳会が応じる意向が明らかとなり、同年7月25日の市議会臨時会において「米沢オフィス・アルカディア」内の1.32ヘクタールの市有地を新病院建設地として、公徳会に1億4376万円で売却する議案が了承された。これを受け、病院建設が着工され、2017年6月1日に市立病院精神科と佐藤病院（南陽市）の病床を再編統合した「米沢こころの病院」が開院した。
2017年1月18日、米沢市は同市内の民間病院である三友堂病院（中央6丁目）と米沢市立病院を再編統合に関する「市医療連携あり方検討委員会」の初会合を開き、委員長に嘉山孝正山形大学医学部参与を選出した。また同年1月23日の記者会見で中川勝米沢市長が同年4月からの改正医療法において、複数の医療機関を持株会社型で運営できる「地域医療連携推進法人」の設立が可能となった状況を踏まえ、経営難となっている両病院を地域医療連携推進法人の下で統合を目指すことで合意したことを明らかにし、検討委員会において1年をめどに統合の形態を決め、その後、病院の建て替えについて協議をしたいとの意向を示した。
同年11月7日、検討委員会は市立病院を地方独立行政法人（地域医療連携推進法人）化した上で、救急医療を担う急性期医療中心の病院に再編する意見書をまとめた。また、三友堂病院については回復期医療を中心とする病院にし、老朽化が進んでいる両病院については2023年度までに同時に新規開院できるように進めるとしている。これを受け、市は意見書について市議会で説明し、独立行政法人化に必要な議案などを提案していくと報じられている。
そして、2018年2月8日に開催の市議会市政協議会において、市は現在地である相生町を前提に整備計画を検討する考えを示し、また同年5月26日に開催の市議会全員協議会において市は、三友堂病院も市立病院と同じ敷地内に移転新築する新病院の整備方針を示した。市は2023年度までの同時開院を目指し、三友堂病院と共同で7月中旬までにコンサルタントと契約し、2018年度中に基本計画を策定することとした。
2023年（令和5年）11月1日、同一敷地内に米沢市立病院と民間の三友堂病院が同時に開院し、米沢市立病院が救急対応や重症患者の受け入れ、三友堂病院が退院後のリハビリや地域包括ケアなどを分担して連携することになった。

## 年表

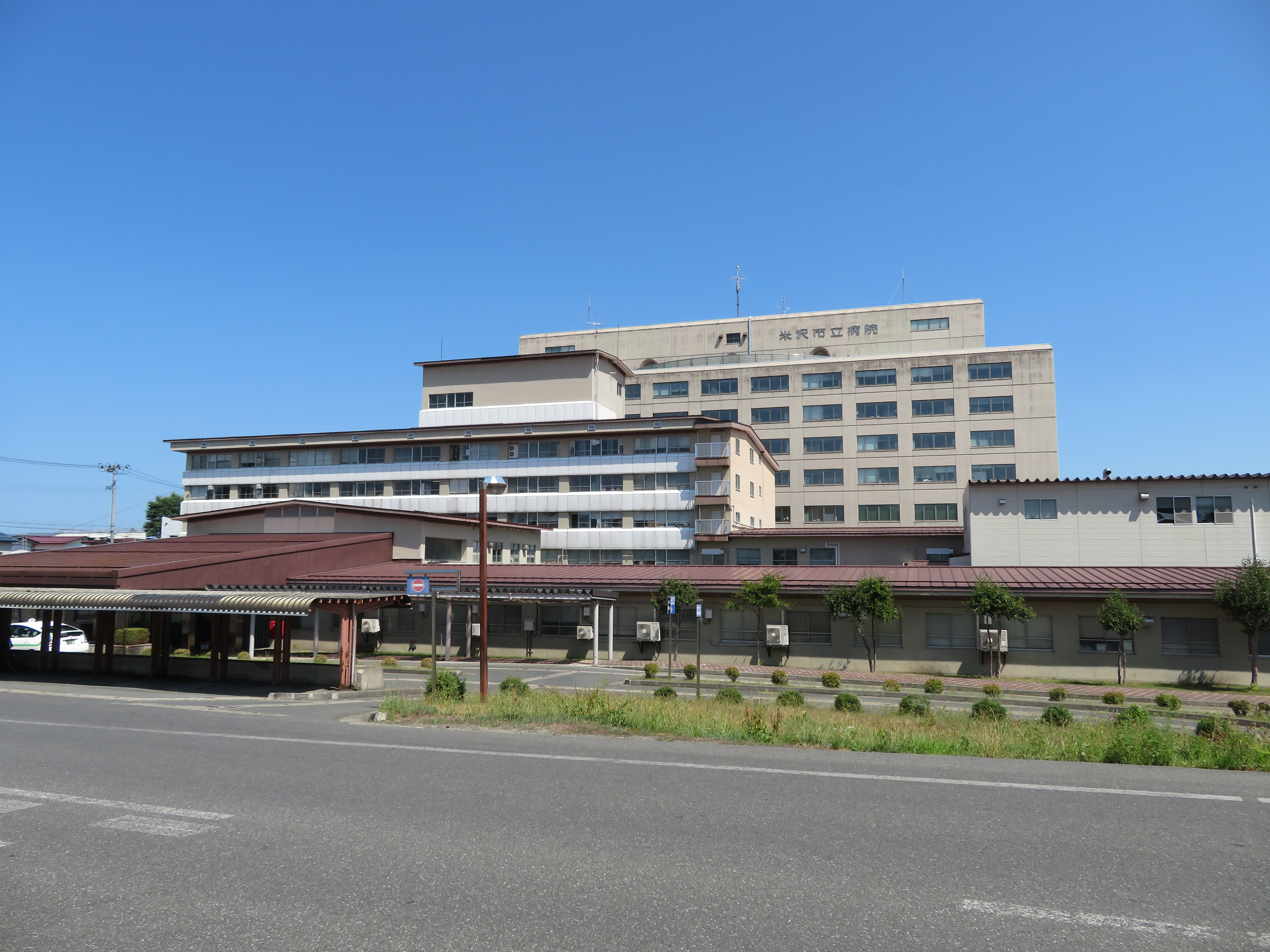
旧病院

- 1937年（昭和12年）10月 - 設立認可。
- 1938年（昭和13年）6月 - 内科、外科、耳鼻科、物療科の53床で開院。
- 1958年（昭和33年） 4月1日 - 米沢市立総合病院として発足。
- 1965年（昭和40年） 
  - 5月 - 現在地の相生町に新病院竣工。
  - 6月5日 - 米沢市立病院に改称。
- 1982年（昭和57年） 9月 - 病院増改築工事着工。
- 1985年（昭和60年） 2月 - 本館棟竣工。
- 2000年（平成12年） 5月15日 - 日本医療機能評価機構の認定を受ける。
- 2013年（平成25年）10月 - 参議院議員を3期務めた渡邉孝男が院長に就任。
- 2016年（平成28年）8月 - 精神科病棟廃止。
- 2017年（平成29年）6月1日 - 精神科と佐藤病院の病床を再編統合した「米沢こころの病院」が開院。
- 2023年（令和5年）11月1日 - 同一敷地内に米沢市立病院と民間の三友堂病院が同時に開院[3]。

## 診療科
2023年11月1日現在
- 内科
- 循環器内科
- 消化器内科
- 糖尿病・内分泌内科
- 血液内科
- 呼吸器内科
- 神経内科
- 腎臓・膠原病内科
- リウマチ科
- 緩和ケア内科
- 小児科
- 皮膚科
- 放射線科
- 外科
- 消化器外科
- 内視鏡外科
- 乳腺外科
- 呼吸器外科
- 心臓血管外科
- 整形外科
- 形成外科
- 脳神経外科
- 泌尿器科
- 産婦人科
- 眼科
- 耳鼻咽喉科
- 麻酔科
- リハビリテーション科
- 救急科
- 病理診断科
- 歯科口腔外科

## 医療機関の指定・認定
（下表の出典）
| 保険医療機関                             | 労災保険指定医療機関           | 更生医療指定医療機関             |
| 育成医療指定医療機関                     | 精神通院医療指定医療機関       | 精神通院医療指定医療機関         |
| 精神通院医療指定医療機関                 | 生活保護法指定医療機関         | 結核指定医療機関                 |
| 指定養育医療機関                         | 戦傷病者特別援護法指定医療機関 | 原子爆弾被害者医療指定医療機関   |
| 母体保護法指定医の配置されている医療機関 | 臨床研修病院                   | エイズ治療拠点病院               |
| DPC対象病院                              | 指定小児慢性特定疾病医療機関   | 指定難病患者特定医療指定医療機関 |

- 公益財団法人日本医療機能評価機構認定病院[16]。
- このほか、各種法令による指定・認定病院であるとともに、各学会の認定施設でもある。

## 認定専門医人数
（下表の出典）
| 専門医師                                                     | 人数 |
| ------------------------------------------------------------ | ---- |
| 整形外科専門医（公益社団法人日本整形外科学会）               | 1人  |
| 麻酔科専門医（公益社団法人日本麻酔科学会）                   | 2人  |
| 放射線科専門医（公益社団法人日本医学放射線学会）             | 3人  |
| 眼科専門医（公益社団法人日本眼科学会）                       | 2人  |
| 産婦人科専門医（公益社団法人日本産科婦人科学会）             | 2人  |
| 耳鼻咽喉科専門医（一般社団法人日本耳鼻咽喉科学会）           | 2人  |
| 泌尿器科専門医（一般社団法人日本泌尿器科学会）               | 2人  |
| 病理専門医（一般社団法人日本病理学会）                       | 1人  |
| 総合内科専門医（一般社団法人日本内科学会）                   | 3人  |
| 外科専門医（一般社団法人日本外科学会）                       | 5人  |
| 肝臓専門医（一般社団法人日本肝臓学会）                       | 1人  |
| 救急科専門医（一般社団法人日本救急医学会）                   | 1人  |
| 循環器専門医（一般社団法人日本循環器学会）                   | 3人  |
| 消化器病専門医（一般社団法人日本消化器病学会）               | 2人  |
| 小児科専門医（公益社団法人日本小児科学会）                   | 3人  |
| 消化器外科専門医（一般社団法人日本消化器外科学会）           | 3人  |
| 細胞診専門医（公益社団法人日本臨床細胞学会）                 | 1人  |
| 透析専門医（一般社団法人日本透析医学会）                     | 1人  |
| 脳神経外科専門医（一般社団法人日本脳神経外科学会）           | 3人  |
| 心臓血管外科専門医（特定非営利活動法人日本胸部外科学会）     | 1人  |
| 心臓血管外科専門医（特定非営利活動法人日本血管外科学会）     | 1人  |
| 心臓血管外科専門医（特定非営利活動法人日本心臓血管外科学会） | 1人  |
| 消化器内視鏡専門医（一般社団法人日本消化器内視鏡学会）       | 2人  |
| 乳腺専門医（一般社団法人日本乳癌学会）                       | 1人  |
| 専門歯科医師                                                 |      |
| 口腔外科専門医（公益社団法人日本口腔外科学会）               | 1人  |

## アクセス
- JR山形新幹線・奥羽本線・米坂線「米沢駅」より車で7分[17]

## 周辺
- 最上川
- 最上川上流河川緑地

## 不祥事・医療ミス・医療事故

### 看護師のひき逃げ
- 2011年8月18日午後8時頃、米沢市金池5丁目で、「道路に頭から血を流して人が倒れている」と自動車で走行中の男性から119番通報があった。倒れていたのは近くの無職女性（84歳）で、当院に救急搬送されたが、同日午後11時26分に出血性ショックで死亡した。米沢警察署はひき逃げ事件として捜査し同日、自動車運転過失傷害などの疑いで当院女性看護師（23歳）を逮捕した[18]。

### 男性職員の児童虐待
- 2019年6月19日、当院事務局の男性医事課主任（42歳）が、米沢市内の駐車場や路上などで、自分の娘に対し顔面ほかを複数回殴打する暴力（児童虐待）を振るい、全治約1週間の顔面打撲を負わせた。その際に鼻血が出たため、同日午後10時10分過ぎに母親とともに当院救急外来を受診し、診察した当直の小児科医師に「（娘の）父親が叩いた」と述べた。ということです。医師は怪我は軽症と考え、状況が変わった場合には耳鼻咽喉科への受診を勧めた。翌6月20日、男性医事課主任は、上司である医事課長に、前日に自分の娘を殴り、鼻血が出て当院の救急外来を受診したことを報告し、上司は容態について心配があれば耳鼻咽喉科を受診するよう助言した。男性医事課主任は、6月20日は年休を1日取得し、同日午後、上司に「（娘は）置賜総合病院でCTスキャンなどの検査を受けたが問題なかった」と電話で報告。6月21日から25日までは通常通り勤務した。同年6月26日朝、男性医事課主任は当院に「年休を取りたい」と電話連絡し、当日夕方、米沢警察署から逮捕（暴行・傷害）の連絡が入った。男性医事課主任は、娘を殴った理由として「腹が立った」と供述した[19]。